# Irving Lerner
Irving Lerner (7 de marzo de 1909 – 25 de diciembre de 1976) fue un cineasta de nacionalidad estadounidense.

## Biografía
Nacido en la ciudad de Nueva York, antes de dedicarse al cine Lerner trabajó como editor de investigación para la Enciclopedia de Ciencias Sociales de la Universidad de Columbia. Inició precisamente su trabajo cinematográfico haciendo documentales para el departamento de antropología. A principios de los años 1930 fue miembro de la Workers Film and Photo League y, más adelante, de Frontier Films. Rodó filmes para la Fundación Rockefeller y otras instituciones académicas, trabajando como editor y ayudante de dirección dentro del emergente campo del movimiento documental estadounidense de finales de la década de 1930. Lerner produjo dos documentales para la Oficina de Información de Guerra de Estados Unidos (OWI) durante la Segunda Guerra Mundial, y fue director del Instituto de Cine Educativo de la Universidad de Nueva York. En 1948, Lerner y Joseph Strick compartieron labores directivas en un corto documental, Muscle Beach. Lerner posteriormente de dedicó a la dirección de largometrajes de bajo presupuesto y rápido rodaje. Cuando no trabajaba como director, Lerner se ocupaba como asesor técnico, ayudante de dirección, coeditor y editor.
Lerner fue director de fotografía, director o ayudante de dirección en cintas de ficción y en documentales como One Third of a Nation (1939), Valley Town (1940), The Land (1942, de Robert Flaherty), y Suicide Attack (1950). Lerner fue también productor del documental de la OWI Hymn of the Nations (1944), dirigido por Alexander Hammid, en el cual aparecía Arturo Toscanini. 
Entre las películas que dirigió y editó figura Studs Lonigan (1960), cumpliendo funciones de editor en el film de Stanley Kubrick Espartaco (1960) y en el de Martin Scorsese New York, New York (1977). Precisamente, durante el montaje de esta última producción en 1976, Irving Lerner falleció en Los Ángeles, California, siendo dedicada la película a él por dicho motivo.

## Acusación de espionaje soviético
Irving Lerner trabajó para la Oficina de Información de Guerra de Estados Unidos durante la Segunda Guerra Mundial, en la Motion Picture Division. Lerner fue acusado de espionaje a favor del Departamento Central de Inteligencia soviético (GRU). Arthur Adams, un ingeniero y experimentado espía que pasó a la Unión Soviética en el año 1946, habría sido su contacto.
En el invierno de 1944, un oficial de contrainteligencia sorprendió a Lerner intentando fotografiar el ciclotrón en el Laboratorio de Radiación de la Universidad de California en Berkeley, el cual formaba parte del Proyecto Manhattan. El ciclotrón había sido utilizado para crear plutonio, y Lerner actuaba sin autorización. Lerner dimitió y fue a trabajar con Keynote Recordings, compañía propiedad de Eric Bernay, otro contacto de la inteligencia soviética. Arthur Adams también había trabajado con Keynote.

## Filmografía (selección)

### Director
- 1971 : A Town Called Hell
- 1969 : The Royal Hunt of the Sun
- 1961-1965 : Ben Casey (serie TV), 13 episodios
- 1965 : Seaway (serie TV)
- 1963 : Mr. Novak (serie TV, 1 episodio
- 1963 : Cry of Battle
- 1961 : Target: The Corruptors (serie TV), 1 episodio
- 1961 : King of Diamonds (serie TV), 1 episodio
- 1960 : Studs Lonigan
- 1959 : City of Fear
- 1958 : Murder by Contract
- 1958 : Edge of Fury
- 1953 : Man Crazy
- 1951 : Suicide Attack
- 1948 : Muscle Beach (corto documental)
- 1947 : To Hear Your Banjo Play
- 1943 : Swedes in America (documental)

### Productor
- 1975 : Hay que matar a B. (coproductor)
- 1972 : The Darwin Adventure (coproductor)
- 1971 : Bad Man's River (productor ejecutivo)
- 1971 : Captain Apache (productor asociado)
- 1967 : Custer of the West (productor ejecutivo)
- 1956 : The Wild Party (supervisor de producción)
- 1949 : C-Man (productor)
- 1947 : To Hear Your Banjo Play (coproductor)
- 1944 : Hymn of the Nations (productor)

### Editor
- 1978 : Mustang: The House That Joe Built
- 1976 : The River Niger
- 1974 : El lobo estepario
- 1960 : Espartaco[2]
- 1938 : The Marines Come Through
- 1937 : China Strikes Back

### Ayudante de dirección
- 1971 : A Town Called Hell
- 1967 : Custer of the West
- 1960 : Espartaco
- 1940 : Valley Town
- 1939 : One Third of a Nation

### Actor
- 1975 : Hay que matar a B.
- 1955 : On Camera (1 episodio)
- 1935 : Pie in the Sky (corto)

### Otras funciones
- 1960 : The Savage Eye (asesor técnico)
- 1958 : God's Little Acre (director asociado)
- 1953 : Robot Monster (productor asociado)

### Director de fotografía
- 1942 : The Land